# Enomotarcha apicalis
Enomotarcha apicalis is een vlinder uit de familie tandvlinders (Notodontidae). De wetenschappelijke naam van deze soort is voor het eerst geldig gepubliceerd in 1925 door Aurivillius.
De soort komt voor in tropisch Afrika.